# 科羅特凱
50°15′29″N 35°27′58″E / 50.25806°N 35.46611°E
科羅特凱（烏克蘭語：Коротке）是位於烏克蘭東部的村莊，由哈爾科夫州博霍杜希夫區的博霍杜希夫市鎮負責管轄。該村處於代赫佳里附近，始建於1694年，面積0.49平方公里，海拔高度169米。